# Храм Пресвете Тројице у Теслићу
Спомен-храм Пресвете Тројице православни је храм који припада Епархији зворничко-тузланској Српске православне цркве (СПЦ). Налази се у Теслићу, у Републици Српској, Босна и Херцеговина. Градња храма започета је 1997, а завршена 2010. године. Храм је освештао епископ зворничко-тузлански Василије Качавенда уз саслужење: митрополита митилинског Јакова и епископа — сремског Василија, бањалучког Јефрема, банатског Никанора, врањског Пахомија и моравичког Антонија 26. септембра 2010. године.

## Историја
Једнобродна црква димензија 31 × 25 метара започета је са градњом 1997. године, а исте године је њене темеље освештао Епископ зворничко-тузлански Василије. Храм је завршен 2010, а освећење је у септембру обавио надлежни архијереј. Здање је саграђено од армираног бетона и ситне цигле, покривено је бакром, има централни звоник, два помоћна и велику куполу. Постоје четири звона. Пројекат је урадио „Датапројект” из Бање Луке, а архитекта је био Раде Филиповић, родом из Сребренице. Живопис храма су радили Дарко Живковић из Крагујевца, Ђорђе Ђорђевић из Инђије и Милош Максимовић из Србиња у периоду од 2007. до 2010. године (секо-техника). Иконостас је радио Јован Чоловић од бијелог мермера са позлатом, а дрвене дијелове од ораховине урадио је Војислав Булатовић из Крагујевца. Иконе је сликао Ђуро Радловић из Београда. Храм је саградио свештеник Саво Кнежевић, уз помоћ народа из Теслићког округа.

### Унутрашњост храма
У унутрашњости храма налази се мермерни иконостас, рађен по угледу на иконостас задужбине Карађорђевића у Цркви Светог Ђорђа на Опленцу и истиче се јединственим декорацијама у позлати и клесаном камену. Један је од највећих храмова у Републици Српској и подигнут је као спомен-храм за погинуле борце с подручја Општине Теслић, чија су имена уписана на двије камене плоче које се налазе у припрати цркве. Иконе су рађене у техници мозаика. На храму се налази 11 позлаћених крстова.

### Мошти
На дан Рођења Пресвете Богородице 2020. године, у храм Пресвете Тројице у Теслићу донете су Мошти Свете великомученице Огњене Марине из манастира Озрен. Настојатељ овог манастира архимандрит Гаврило са теслићким свештеницима служио је акатист Божијој угодници Светој Марини и заблагодарио Господу.

## Статуа краља Драгутина
Споменик краља Драгутина налази се у порти саборног храма Пресвете Тројице. Жељко Алексић га је седам мјесеци клесао. Кип је висок три и по метра и тежак више од 4,5 тоне. Статуа је освјештана 24. септембра 2016. у порти Храма „Пресвете Тројице” у Теслићу. Чин освећења статуе је, по благослову Епископа зворничко-тузланског Хризостома, извршио протојереј-ставрофор Миладин Вуковић, архијерејски намјесник теслићки.